# مينينديز (بحيرة)
بحيرة مينينديز (بالأسبانية Lago Menéndez) هي بحيرة كبيرة تقع في مقاطعة تشوبوت في الأرجنتين.
وهي من ضمن بحيرات نهر فوتاليوفا في الأرجنتين الذي يتدفق عبر بحيرة إيلتشو ونهر إيلتشو في اتجاه المحيط الهادئ في تشيلي. وتقع ضمن متنزه لوس أليرسيس الوطنية.
وتشتهر بحيرة مينينديز بوجود غابات أليرسي بقرب شطآنها.